# Yelvanny Rose
Yelvanny Rose, né le 8 août 1980 est un footballeur international seychellois qui joue au poste d'attaquant.
C'est sous les couleurs du club d'Anse Réunion FC qu'il a effectué l'essentiel de sa carrière.
Yelvanny Rose a cependant connu l'opportunité d'évoluer hors des Seychelles.
En janvier 2005, animé par le souhait de devenir footballeur professionnel, il tente sa chance à l'étranger au DT Long An FC, club du championnat vietnamien.
L'expérience tourne mal pour le Seychellois, qui est prêté en deuxième division au club de Quang Nam. Il trouvera une mauvaise ambiance entre les joueurs. Peu utilisé par l'entraîneur, il quitte le Vietnam en avril et retourne à son club d'origine, l'Anse Réunion FC pour lequel il joue toujours aujourd'hui.
Yelvanny Rose est international seychellois depuis sa sélection en 2002 face à l'Érythrée. 

## Palmarès
- Championnat des Seychelles : 1

2006
- Coupe des Seychelles : 1

2002
- Coupe de la Ligue : 1

2007